# Xeromphalina podocarpi
Xeromphalina podocarpi är en svampart som beskrevs av E. Horak 1980. Xeromphalina podocarpi ingår i släktet Xeromphalina och familjen Mycenaceae.   Inga underarter finns listade i Catalogue of Life.